# Pfarrer Braun: Altes Geld, junges Blut
Altes Geld, junges Blut ist ein deutscher Fernsehfilm von Wolfgang F. Henschel aus dem Jahr 2011. Es handelt sich um die zwanzigste Episode der ARD-Kriminalfilmreihe Pfarrer Braun mit Ottfried Fischer in der Titelrolle.

## Handlung
Pfarrer Braun wird in sein geliebtes Oberbayern versetzt und will, um eine erneute Strafversetzung zu vermeiden, nicht mehr ermitteln. Jedoch wird er bald von Bischof Hemmelrath auf die Fährte eines verschwundenen Finanzberaters angesetzt, der wenig später ermordet aufgefunden wird. Braun erfährt, dass Hemmelrath mit dem Toten kirchliche Spendengelder vermehren wollte, und das Geld ist nun verschwunden.

## Hintergrund
Für Altes Geld, junges Blut wurde in der Pfarrkirche von Ohlstadt gedreht, weitere Szenen bei Murnau und Garmisch-Partenkirchen in Oberbayern. Die Erstausstrahlung fand Donnerstag, den 17. Februar 2011 auf Das Erste und im ORF 2 statt.

## Kritik
Die Kritiker der Fernsehzeitschrift TV Spielfilm gaben dem Film die schlechteste Wertung, sie zeigten mit dem Daumen nach unten. Sie fanden, „obwohl TV-Routiniers am absurd-altbackenen Werk sind, ist der Humor so platt wie das Krimiplöttchen durchsichtig“ und konstatierten: „Kalte Platte mit Otti, dem Schmunzelmonster“.